# Alloxysta proxima
Alloxysta proxima (лат.) — вид мелких перепончатокрылых наездников рода Alloxysta подсемейства Charipinae из семейства Figitidae. Эндопаразитоиды. Палеарктика: Россия (остров Медный, Преображенское) и Франция (национальный парк Меркантур, Приморские Альпы).

## Описание
От близких видов отличаются следующими признаками: членик F2 жгутика усика длиннее, чем F1 и F3; радиальная ячейка в 2,3 раза длиннее своей ширины; пронотальные кили отсутствуют; проподеальные кили также отсутствуют. Крылья развиты полностью (длиннее чем грудь+брюшко), радиальная ячейка полностью открыта. Мелкие перепончатокрылые, длиной несколько миллиметров (обычно 1—2 мм). Усики нитевидные, у самок 13-члениковые, а у самцов состоят из 14 сегментов. Голова поперечно овальная, гладкая и блестящая. У представителей рода Alloxysta их личинки являются гиперэндопаразитоидами личинок некоторых видов перепончатокрылых (Hymenoptera), таких как бракониды (Aphidiinae, Braconidae) и афелиниды (Aphelinidae, Chalcidoidea), в свою очередь паразитирующих в тлях (Aphididae, Hemiptera).